# Don Revie
Don Revie, né le 10 juillet 1927 à Middlesbrough (Angleterre), mort le 26 mai 1989 à Édimbourg (Écosse), est footballeur anglais, qui évoluait au poste d'avant-centre à Manchester City.

## Biographie
Après sa carrière de joueur, il est devenu entraîneur dans différents clubs et sélections nationales, dont l'équipe nationale d'Angleterre entre 1974 et 1977. Son passage à Leeds restera dans l'histoire grâce aux nombreux trophées remportés avec l'équipe du Yorkshire. Aujourd'hui, il est toujours considéré comme une légende du club.
Il a marqué quatre buts lors de ses six sélections avec l'équipe d'Angleterre entre 1954 et 1955.

## Carrière de joueur
- 1944-déc. 1949 : Leicester City
- jan. 1950-déc. 1951 : Hull City
- jan. 1952-déc. 1956 : Manchester City
- jan. 1957-déc. 1958 : Sunderland
- jan. 1959-1962 : Leeds United

### Palmarès
- Vainqueur de la Coupe d'Angleterre de football en 1956.
- Finaliste de la Coupe d'Angleterre de football en 1955.

## Carrière d'entraîneur
- mars 1961-1974 : Leeds United
- nov. 1974-1977 :  Angleterre
- juil. 1977-juin 1980 :  Émirats arabes unis
- juil. 1980-juin 1984 : Al Nasr Riyad
- 1985-1986 : Al Ahly SC

### Palmarès
- Première division : 1969, 1974
- Deuxième division : 1964
- FA Cup : 1972
- Coupe de la Ligue anglaise : 1968
- Charity Shield : 1969
- Coupe des villes de foires : 1968, 1971